# Abbenbroek

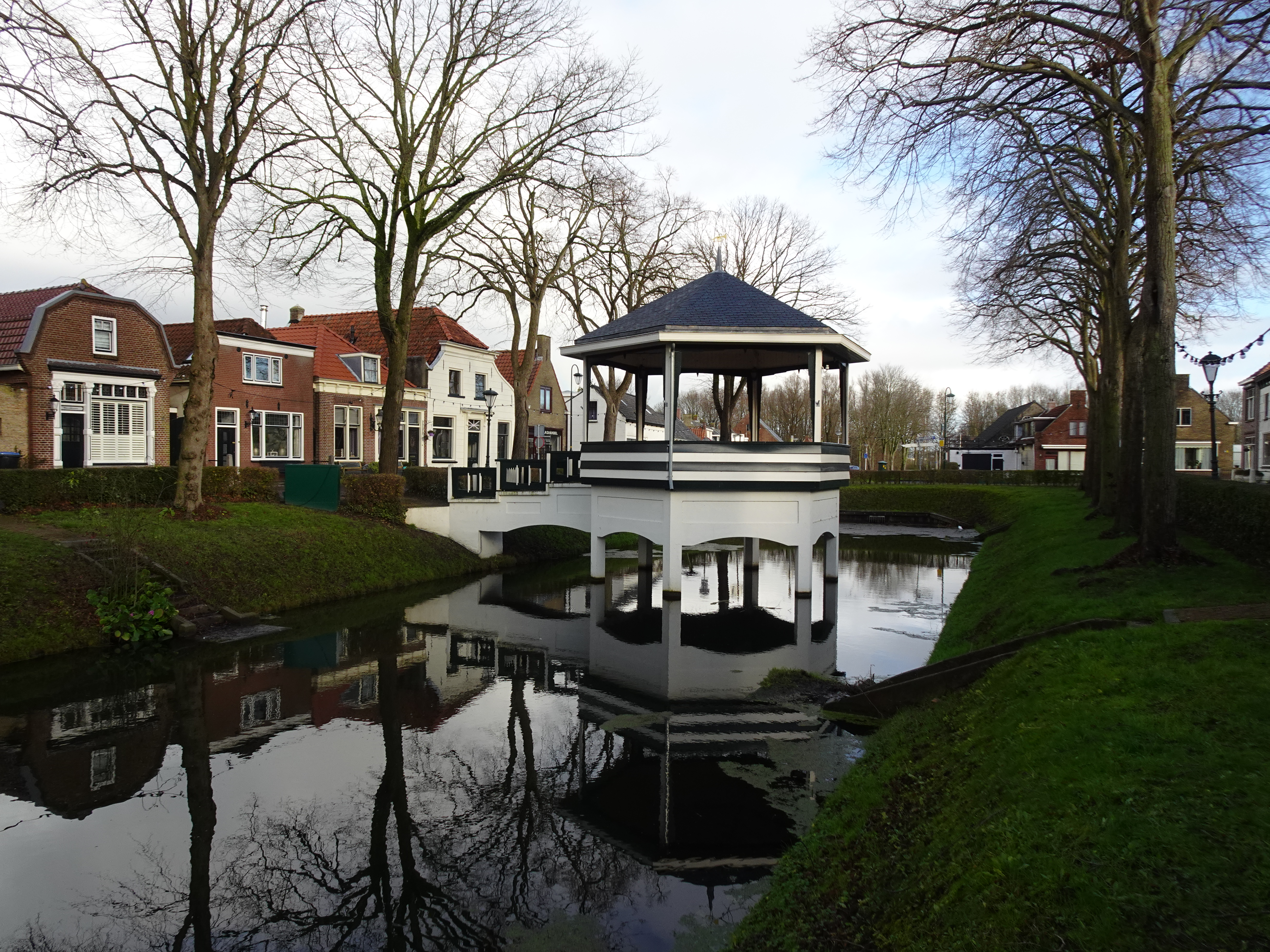
Veduta di Abbenbroek

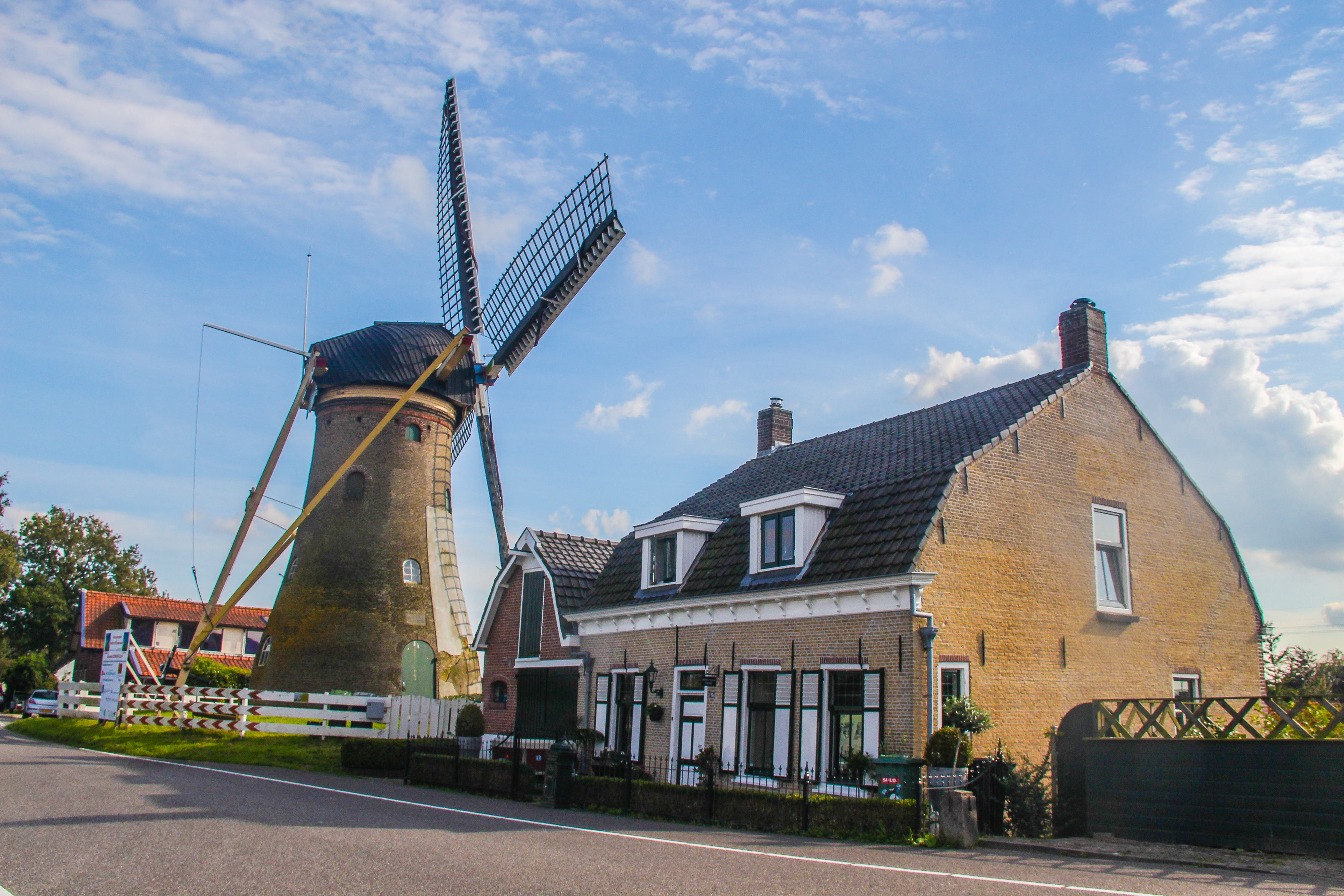
Abbenbroek: il mulino "De Hoop"

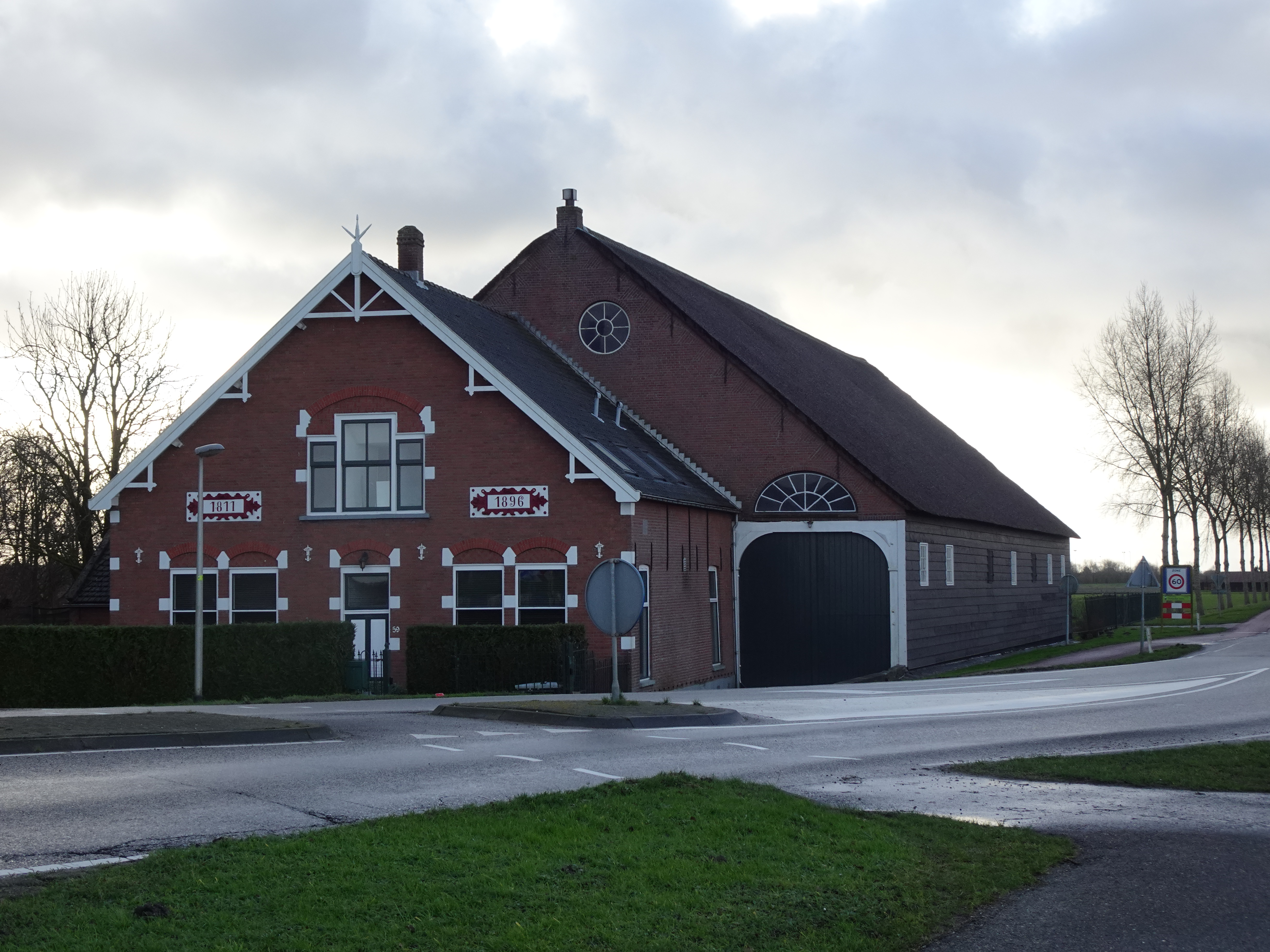
Edificio del XIX secolo ad Abbenbroek

Abbenbroek è un villaggio (dorp) di circa 1 200 abitanti del sud-ovest dei Paesi Bassi, facente parte della provincia dell'Olanda Meridionale (Zuid-Holland) e situato lungo il corso del fiume Bernisse, nell'isola di Voorne-Putten. Dal punto di vista amministrativo, si tratta di un ex-comune, comune soppresso nel 1980 con l'istituzione della municipalità di Bernisse (di cui Abbenbroek era il capoluogo), comune a sua volta soppresso nel 2015 con l'istituzione della nuova municipalità di Nissewaard.

## Geografia fisica

### Territorio
Abbenbroek si trova a pochi chilometri a sud/sud-ovest di Rotterdam e del corso dell'Oude Maas, nei pressi della costa che si affaccia sullo Haringvliet, tra le località di Oudenhoorn e Zuidland (rispettivamente a nord-est della prima e a nord-ovest della seconda) e a sud di Heenvliet e Geervliet.
Il villaggio occupa una superficie di 9,17 km², di cui 0,10 km² sono costituiti da acqua.

## Origini del nome
Il toponimo Abbenbroek, attestato in questa forma dal 1773 e anticamente come Appenbruech (1206), Abbenbroucke (1312), Abbenbroec (1333), Abbenbroeke (1334), Abbenbroec (1395), Abbenbroeck (1421) e Abbenbrouk (1573), è formato dal nome di persona Abbe e dal termine broek, che significa "terreno paludoso".

## Storia

### Dalle origini ai giorni nostri
Il villaggio venne menzionato (nella forma Appenbruech) nel 1206 come un'entità amministrativa autonoma e indipendente dalla signoria di Voorne.
Un tempo Abbenbroek era una proprietà dei signori di Abbenbroek, che fecero costruire in loco un castello, in seguito andato distrutto e mai più ricostruito.
Abbenbroek era anche un porto, che fu sfruttato fino a quando non si verificò l'insabbiamento del fiume Bernisse.
Nel 1888, Abbenbroek fu oggetto di un'indagine demoscopica riguardante la crisi dell'agricoltura nei Paesi Bassi.
Il 4 febbraio 1953 il villaggio venne evacuato in seguito alla grande alluvione.

### Simboli
Nello stemma di Abbenbroek è raffigurato un paio di pantaloni argentato su sfondo rosso, probabilmente per un'errata interpretazione del termine olandese broek, che significa comunemente "pantaloni".
Uno stemma del genere è attestato sin dal 1346.

## Monumenti e luoghi d'interesse
Abbenbroek vanta 9 edifici classificati come rijksmonument e 18 edifci classificati come gemeentelijk monument.

### Architetture religiose

#### Chiesa di Sant'Egidio
Il principale edificio religioso di Abbenbroek è la chiesa di Sant'Egidio ("Aegidiuskerk"), situata al nr. 11 della Kerkplein e le cui origini risalgono al XIII secolo.

### Architetture civili

#### Mulino De Hoop
Altro edificio d'interesse di Abbenbroek è il mulino De Hoop, un mulino a vento risalente al 1842 o 1843.

## Società

### Evoluzione demografica
Al censimento del 2020, Abbenbroek contava una popolazione pari a 1 255 abitanti.
La popolazione al di sotto dei 16 anni era pari a 160 unità, mentre la popolazione dai 65 anni in su era pari a 280 unità.
La località ha conosciuto un lieve incremento demografico rispetto al 2019, quando contava 1 250 abitanti, dato che era però in calo rispetto al 2018, quando Abbenbroek contava 1 270 abitanti. Precedentemente, la località aveva conosciuto un progressivo incremento demografico a partire dal 2015, quando contava 1 215 abitanti.

## Sport
Vi si disputa la Wielerronde van Abbenbroek, corsa ciclistica